# Симпсоны (сезон 20)
Двадцатый сезон мультсериала «Симпсоны» выходил с 28 сентября 2008 года по 17 мая 2009 на телеканале Fox.
Производство двадцатого сезона было задержано из-за финансовых разногласий с актёрами озвучивания. В результате было достигнуто соглашение о том, что шесть основных актёров будут получать рекордный гонорар — по 400 000 долларов США за эпизод. Однако именно из-за забастовки сезон пришлось сократить на один эпизод — первоначально их планировалось 22.
Серия «Take My Life, Please», вышедшая в эфир 15 февраля 2009 года, стала первой в истории сериала, созданной в формате HD. Начиная с этого эпизода, у сериала появилась также новая заставка.
Сезон был полностью выпущен на DVD и Blu-Ray 12 января 2010 года.

## Список серий
| № общий | № в сезоне | Название                                                                       | Режиссёр           | Автор сценария                     | Дата премьеры    | Произв. код | Зрители в США (млн) |
| --- | ---------- | ------------------------------------------------------------------------------ | ------------------ | ---------------------------------- | ---------------- | ----------- | ------------------- |
| 421 | 1          | «Секс, торты и глупости» «Sex, Pies and Idiot Scrapes»                         | Лэнс Крамер        | Кевин Каран                        | 28 сентября 2008 | KABF17      | 9,47                |
| Гомера отправляют в тюрьму за дебош в день святого Патрика, и, будучи вырученным, он встречает Лаки Джима и Волка, охотников за головами. Он решает попробовать собственные силы в охоте за головами и объединяется с Недом Фландерсом. Тем временем Мардж начинает работать в эротической пекарне. Приглашённые звёзды: Джулия Луи-Дрейфус, Роберт Форстер и Джо Мантенья. |            |                                                                                |                    |                                    |                  |             |                     |
| 422 | 2          | «Потерянный мобильник» «Lost Verizon»                                          | Раймонд Перси      | Джон Фринк                         | 5 октября 2008   | KABF15      | 7.41                |
| Волей случая Барт получает сотовый телефон. Он оказывается телефоном Дениса Лири; узнав это, Барт использует телефон для шуток, принимает за Дениса предложение сняться в экранизации книги «Все какают». Мардж обнаруживает телефон и сообщает Денису об этом. Денис Лири предлагает Мардж подключить GPS-приёмник в телефоне, но Барт находит его и привязывает к птице, после чего вся семья преследует «Барта» вплоть до Мачу-Пикчу. Приглашённые звёзды: Денис Лири и Брайан Грейзер. |            |                                                                                |                    |                                    |                  |             |                     |
| 423 | 3          | «Дважды, две, малчишечьи проблемы» «Double, Double, Boy in Trouble»            | Майк Фрэнк Полчино | Билл Оденкерк                      | 19 октября 2008  | KABF14      | 8,16                |
| Барт встречает Саймона Вустерфилда, своего точного двойника, являющегося членом самой богатой семьи в Спрингфилде. Саймон и Барт решают поменяться местами, и вскоре Барт понимает, что его новые родные братья готовят его смерть, чтобы унаследовать обширное семейное состояние. Приглашённая звезда: Джо Монтана. |            |                                                                                |                    |                                    |                  |             |                     |
| 424 | 4          | «Дом ужасов 19» «Treehouse of Horror XIX»                                      | Боб Андерсон       | Мэтт Уорбёртон                     | 2 ноября 2008    | KABF16      | 12.4                |
| «Untitled Robot Parody» (с англ. — «Безымянная пародия на роботов») — Пародия на фильм «Трансформеры», Барт покупает Лизе подарок на Рождество в магазине «Всё за 99 центов». Однако подарок оказывается трансформером. Когда Автоботы и Десептиконы перенесли свой конфликт в Спрингфилд, Мардж просит их прекратить войну, тогда роботы решают сплотиться для покорения Земли… «How to Get Ahead in Dead-Vertising» (с англ. — «Как умереть в рекламе») — Гомер совершенно случайно убивает Красти, и, поскольку мёртвым знаменитостям не нужно платить за рекламу, его нанимают убийцей знаменитостей. «It’s the Grand Pumpkin, Milhouse» (с англ. — «Это великая Тыква, Милхаус») — Пародия на мультсериал «Это большая Тыква, Чарли Браун». Великая Тыква оживает и, видя, как обращаются с сородичами, начинает поедать всех. |            |                                                                                |                    |                                    |                  |             |                     |
| 425 | 5          | «Опасные кривые» «Dangerous Curves»                                            | Мэттью Фонан       | Билли Кимбалл и Иан Макстон-Грэхэм | 9 ноября 2008    | KABF18      | 8,01                |
| Семья Симпсонов посещает домик в лесу, где серия воспоминаний показывает Гомера и Мардж в первые годы после свадьбы, покуда Барт и Лиза вспоминают своё раннее детство. Приглашённая звезда: Морис Ламарш. |            |                                                                                |                    |                                    |                  |             |                     |
| 426 | 6          | «Гомер и Лиза обмениваются любезностями» «Homer and Lisa Exchange Cross Words» | Нэнси Круз         | Тим Лонг                           | 16 ноября 2008   | KABF19      | 8,48                |
| Лиза обнаруживает в себе талант разгадывания кроссвордов, а Гомер находит мир подпольных ставок, ставя в финале чемпионата ставку, полученную за разбивание романтических взаимоотношений, против Лизы. Когда Лиза узнаёт об этом, Гомер пытается возвратить её любовь при помощи редактора «Нью-Йорк Таймс» Уилла Шорца и изобретателя кроссворда Мерла Ригла. Приглашённые звёзды: Уилл Шортц, Мерл Ригл и Скотт Томпсон. |            |                                                                                |                    |                                    |                  |             |                     |
| 427 | 7          | «Майподы и динамит» «Mypods and Boomsticks»                                    | Стивен Дин Мур     | Марк Уилмор                        | 30 ноября 2008   | KABF20      | 7,8                 |
| Барт подружился с мусульманским мальчиком по имени Башир. Гомер, однако, подозревает, что его родители готовят заговор, чтобы разрушить Спрингфилдскую Аллею, таким образом он пытается предупредить Спрингфилд об угрозе. Тем временем Лиза получает «Mypod». Приглашённая звезда: Шохре Агдашлу. |            |                                                                                |                    |                                    |                  |             |                     |
| 428 | 8          | «Бёрнс и пчёлы» «The Burns and the Bees»                                       | Марк Киркленд      | Стефани Гиллис                     | 7 декабря 2008   | KABF21      | 6,43                |
| Мистер Бёрнс выигрывает баскетбольную команду в покере. После наблюдения выходок миллионера-кубинца Марки Бёрнс пробует сам дурачиться как Марки, чтобы покорить Спрингфилдских поклонников баскетбола. У Бёрнса ничего не выходит, тогда он строит новый стадион, который начинает мешать последнему рою пчёл Спрингфилда. Лиза пытается бойкотировать постройку. Приглашённые звёзды: Марк Кьюбан, Джефри Бэзос и Марв Альберт. |            |                                                                                |                    |                                    |                  |             |                     |
| 429 | 9          | «Лиза — королева драмы» «Lisa the Drama Queen»                                 | Мэттью Настук      | Брайан Келли                       | 25 января 2009   | KABF22      | 5,74                |
| Лиза Симпсон встречает Джулиет (озвученную Эмили Блант), очень образованную и творчески развитую девочку. Лиза и её новая подружка создают волшебный мир, который уносит их от реальности. Приглашённые звёзды: Эмили Блант и Fall Out Boy. |            |                                                                                |                    |                                    |                  |             |                     |
| 430 | 10         | «Забери мою жизнь, пожалуйста» «Take My Life, Please»                          | Стивен Дин Мур     | Дон Пейн                           | 15 февраля 2009  | LABF01      | 6,73                |
| В Спрингфилде появляется человек по имени Вэнс Коннор, и Гомер вспоминает о том, как в старшей школе он выставлял свою кандидатуру против Вэнса на пост президента класса и проиграл. Повар в ресторане Луиджи, при помощи своего магического томатного соуса, помогает Гомеру увидеть, как бы сложилась его жизнь, если бы он выиграл те выборы. Приметка: Это первый эпизод в HD-качестве. |            |                                                                                |                    |                                    |                  |             |                     |
| 431 | 11         | «Как был пройден тест» «How the Test Was Won»                                  | Лэнс Крамер        | Майкл Прайс                        | 1 марта 2009     | LABF02      | 6,53                |
| Барт идеально проходит школьное тестирование. В результате он освобождается от экзаменов и летит на вертолёте на вечеринку с пиццей. Шокированная тем, что Барт сдал тест лучше неё, Лиза так переживает, что проваливает свой экзамен. Тем временем Барт и остальные приглашённые на вечеринку понимают, что всё не так просто, как казалось с первого взгляда. В это время Гомер опаздывает с выплатой страхового взноса и ему приходится усиленно беречь своё здоровье. |            |                                                                                |                    |                                    |                  |             |                     |
| 432 | 12         | «Больше никаких кредитов» «No Loan Again, Naturally»                           | Марк Киркленд      | Джефф Вестбрук                     | 8 марта 2009     | LABF03      | 5,96                |
| Из-за кризиса на рынке ипотечного кредитования Симпсонам становится нечем платить за дом и они вынуждены выставить его на продажу. Нед Фландерс, чтобы помочь им, выкупает их дом и сдаёт Симпсонам в аренду по доступной цене. Гомер сам рушит своё счастье, когда начинает злоупотреблять добротой Фландерса. Приглашённая звезда: Морис Ламарш. |            |                                                                                |                    |                                    |                  |             |                     |
| 433 | 13         | «Прощай, Мегги, прощай» «Gone Maggie Gone»                                     | Крис Клементс      | Билли Кимбалл и Иан Макстон-Грэхэм | 15 марта 2009    | LABF04      | 6,03                |
| Гомер, выручая Маленького Помощника Санты, на время оставляет Мэгги на пороге монастыря, а монахини забирают её к себе. Лиза проникает в монастырь, чтобы выкрасть оттуда Мэгги, и обнаруживает там цепочку подсказок, ведущих к сокровищам, спрятанным в Спрингфилде. Она получает помощь от директора Скиннера и Продавца Комиксов, однако её ждет препятствие в виде Спрингфилдской масонской ложи под руководством мистера Бёрнса. Лизе придётся идти против масонов, чтобы получить сокровище и спасти Мэгги. В это время Гомер пытается скрыть исчезновение Мэгги от Мардж, которая была ослеплена во время солнечного затмения. Приглашённая звезда: Эд Бегли-младший. |            |                                                                                |                    |                                    |                  |             |                     |
| 434 | 14         | «Во имя дедушки» «In the Name of the Grandfather»                              | Ральф Соса         | Мэтт Маршалл                       | 17 марта 2009    | LABF11      | 6,19                |
| Чтобы искупить свою вину перед своим отцом, Гомер везёт его в Ирландию, в город Данкилдерри. Там Абрахам мечтает посетить паб О’Фланагана, который запомнился ему лучшим местом из тех, где он когда-либо бывал. Однако, приехав туда, они видят уже не ту причудливую ирландскую деревеньку, что запомнилась когда-то ему. Приглашённые звёзды: Колм Мини, Маркета Ирглова, Глен Хансард и Кэти Айрлэнд. |            |                                                                                |                    |                                    |                  |             |                     |
| 435 | 15         | «Свадебная катастрофа» «Wedding for Disaster»                                  | Чак Шитс           | Джоэль Х. Коэн                     | 29 марта 2009    | LABF05      | 6,62                |
| Гомер и Мардж выясняют, что их брак является недействительным, так как Преподобный Лавджой во время их свадьбы не имел лицензии. Гомер просит Мардж снова выйти за него замуж, и она, конечно, соглашается. Однако в день свадьбы Гомер куда-то таинственным образом исчезает. Барт и Лиза решают провести собственное расследование. Тем временем Гомер обнаруживает себя прикованным цепью к трубе в тёмной комнате. Таинственный голос говорит ему, что для освобождения он должен достать ключ от цепей. Ключ находится внутри леденца, но леденец этот сделан из острого соуса… Приглашённые звёзды: Келси Грэммер. |            |                                                                                |                    |                                    |                  |             |                     |
| 436 | 16         | «Эни Тени Майя Мо» «Eeny Teeny Maya Moe»                                       | Нэнси Круз         | Джон Фринк                         | 5 апреля 2009    | LABF06      | 6,5                 |
| Пытаясь проводить больше времени с Мэгги, Гомер берёт её с собой к Мо. В баре Мо рассказывает о своей новой любви — женщине по имени Майя, с которой он познакомился в Интернете. Когда Мо и Майя, наконец, решают встретиться, то он узнаёт, что она так же красива, как и на фото, вот только есть одна маленькая деталь: она ростом всего три фута (менее метра). Мо по-прежнему влюблён в неё, но он очень беспокоится о том, что будут думать его друзья. |            |                                                                                |                    |                                    |                  |             |                     |
| 437 | 17         | «Хороший, грустный и обдолбанный» «The Good, the Sad and the Drugly»           | Роб Оливер         | Марк Уилмор                        | 19 апреля 2009   | LABF07      | 6,58                |
| Барт исправляет свой характер, чтобы произвести впечатление на симпатичную пятиклассницу по имени Дженни и совсем забывает про Милхауса, который отстранён от занятий в школе и находится теперь под домашним арестом. Лиза делает доклад о будущем Спрингфилда и впадает в депрессию. Мардж ведёт её к доктору, который прописывает Лизе антидепрессанты. Приглашённые звёзды: Энн Хэтэуэй. |            |                                                                                |                    |                                    |                  |             |                     |
| 438 | 18         | «Папа знает хуже» «Father Knows Worst»                                         | Мэттью Настук      | Роб ЛаЗебник                       | 26 апреля 2009   | LABF08      | 6.,01               |
| Барт и Лиза начинают борьбу за превосходство в школе. Гомер, в свою очередь, пытается контролировать этот процесс и давать свои советы. Ему приходится одновременно помогать Барту строить из дерева модель для школьной выставки и давать советы Лизе, как подружиться с одноклассницами. Тем временем Мардж обнаруживает сауну в подвале. |            |                                                                                |                    |                                    |                  |             |                     |
| 439 | 19         | «Вэверли Хиллс 9021-Д’оу» «Waverly Hills 9-0-2-1-D’oh»                         | Майк Фрэнк Полчино | Дж. Стюарт Бернс                   | 3 мая 2009       | LABF10      | 6,66                |
| Когда Мардж узнаёт, что Спрингфилдская начальная школа является худшей в штате, они с Гомером решают снимать квартиру в престижном районе Вейверли-Хиллс, чтобы дети могли учиться в хорошей школе. Барт производит впечатление на новых одноклассников и даже пытается помочь Лизе обрести популярность в новой среде, рассказав всем, что она лучшая подруга известной поп-звезды по имени Аляска-Небраска. Приглашённая звезда: Эллен Пейдж. |            |                                                                                |                    |                                    |                  |             |                     |
| 440 | 20         | «Четыре великие женщины и маникюр» «Four Great Women and a Manicure»           | Раймонд Перси      | Валентина Гарза                    | 10 мая 2009      | LABF09      | 5,19                |
| Мардж и Лиза посещают салон маникюра, где участвуют в дискуссии на тему: «Может ли женщина быть умной, сильной и красивой одновременно». Эта трилогия (из четырёх историй), рассказывает об известных литературных и кинопроизведениях, переложенных на мир Симпсонов. На этот раз использованы произведения: «Макбет» Уильяма Шекспира, «Источник» Айн Рэнд, кинофильм «Гражданин Кейн», а также рассказано о королеве Елизавете I. За неё будет «играть» Сельма. Лиза исполнит роль Белоснежки, Мардж — роль леди Макбет. Мэгги же выступит в роли персонажа из «Источника». Приглашённая звезда: Джоди Фостер. |            |                                                                                |                    |                                    |                  |             |                     |
| 441 | 21         | «Поездка в Гомерику» «Coming to Homerica»                                      | Стивен Дин Мур     | Брендан Хей                        | 17 мая 2009      | LABF12      | 5,85                |
| Когда в соседнем городе Огденвилле рухнула экономика (не без «помощи» бургеров от Красти), толпы безработных повалили оттуда в Спрингфилд. Мэр Куимби был вынужден закрыть границы города, для чего призвал на помощь население. Гомер возглавил пограничную патрульную группу. |            |                                                                                |                    |                                    |                  |             |                     |